# Мадхвасінґх Соланкі
Мадхавсінь Соланкі (માધવસિંહ સોલંકી; 29 липня 1927 — 9 січня 2021) — індійський політик Індійського національного конгресу (ІНК), який тричі був головним міністром штату Гуджарат та міністром закордонних справ Індії.

## Життєпис
Після відвідування школи Соланкі спочатку отримав ступінь бакалавра мистецтв (Б. А. Хонс). Потім він закінчив аспірантуру, отримавши ступінь бакалавра юридичних наук, а потім працював юристом.
Соланкі розпочав свою політичну діяльність, коли був обраний на Бомбейській законодавчій асамблеї Індійського національного конгресу в 1957 році. Після поділу на два штати Гуджарат та Махараштра 1 травня 1960 року він був обраний до законодавчих зборів Гуджарату і перебував там до 1968 року.
24 грудня 1976 року Соланкі вперше змінив посаду головного міністра Гуджарату в Бабхубаї Джашбай Пател і тимчасову адміністрацію президента і обіймав цю посаду до 10 квітня 1977 року; наступного дня його замінив Бабхубай Джашбай Патель. 7 червня 1980 року він знову став наступником Пателя та головного міністра уряду іншого Гуджарату. Після більш ніж п'яти років перебування на посаді його 6 серпня 1985 року замінив його товариш по партії Амарісін Чадхурі.
3 квітня 1988 року Соланкі був обраний членом верхньої палати парламенту Індії Радж'я Сабха і був її членом два терміни до 2 квітня 2000 року. За цей час він був тимчасовим головою постійної комісії палати лордів з внутрішніх справ.
У червні 1988 року прем'єр-міністр Раджив Ганді вперше призначив Соланкі в уряді і обіймав цю міністерську посаду до кінця мандата Ганді в листопаді 1989 року.
10 грудня 1989 року Соланкі, який тричі обіймав посаду президента партії Гуджарату, а часом був генеральним секретарем Всеіндійського національного конгресу, втретє і в останній раз змінив посаду головного міністра Гуджарату. Через майже чотири місяці його замінив 4 березня 1990 року Чиманбхай Патель з партії Джаната.
З 21 червня 1991 по 31 березня 1992 р., Соланкі був міністром закордонних справ Індії у кабінеті прем'єр-міністра Памулапарті Венката Нарасімха Рао.